# Канарски гълъб
Канарски гълъб (Columba bollii) е вид птица от семейство Гълъбови (Columbidae).

## Разпространение и местообитание
Разпространен е в Испания.